# Eva García Sáenz de Urturi
Eva García Sáenz de Urturi (Vitoria, Álava, 20 de agosto de 1972) es una novelista española. En el año 2020 fue galardonada con el Premio Planeta.

## Biografía
Nacida en Vitoria en 1972, Eva García Sáenz de Urturi vive en Madrid. Su vocación como escritora surgió con catorce años, cuando su profesor de Literatura en el colegio San Viator Ikastetxea, en Vitoria, le encargó relatar sus experiencias en un diario.
Diplomada en Óptica y Optometría trabajó durante varios años como óptica-optometrista en una multinacional y en la Universidad de Alicante. Siempre ha estado vinculada a la literatura y ha ganado varios premios de relatos con sus primeros escritos.
Eva García investigaba y escribía durante tres años para publicar su primera novela en 2012: La vieja familia que fue traducida al inglés como The Immortal Collection y vendida en EE. UU., Reino Unido y Australia.
En 2014, publicó la segunda entrega de la saga “Los hijos de Adán” y la novela histórica “Pasaje a Tahití” editada por Espasa (Planeta).
En 2016 publicó con la editorial Planeta “El silencio de la ciudad blanca” un thriller ambientado en Vitoria. Convertido en superventas, se ha creado una corriente de fans llamados “krakenianos”. Tras el éxito del thriller, el Ayuntamiento de Vitoria y el Gobierno Vasco han creado varias rutas literarias con los escenarios de las novelas.
En 2017 publicó “Los ritos del agua”, la segunda entrega de “Trilogía de la ciudad blanca” y en 2018 “Los señores del tiempo”.
En 2019, A3Media Cine realiza la adaptación cinematográfica de “El silencio de la ciudad blanca”. Una película dirigida por Daniel Calparsoro y protagonizada por Javier Rey, Belén Rueda y Aura Garrido. Una de las diez películas más taquilleras de 2019 y en el número uno de película más vistas en su estreno en Netflix en 2021.
En 2020 recibió el Premio Planeta con la novela “Aquitania”, un thriller histórico que se ha convertido en uno de los Premio Planeta más vendidos de la historia con doce ediciones de gran tirada y catorce traducciones.
Eva García es colaboradora de la revista literaria Zenda -XL Semanal- con una sección llamada The Bookhunter.
También colabora con medios como “El Cultural”, “Qué Leer”, “El País”, “El Mundo”, “ABC”, “Woman”, “Telva” y varias radios en Latinoamérica. Tiene un perfil en redes sociales muy activo donde los lectores se reúnen para hablar sobre sus libros.
En febrero de 2022 presentó su novela 'El libro negro de las horas' (Editorial Planeta), un homenaje a los amantes de los libros.

### La saga de los longevos
- 2012 La vieja familia. La Esfera de los Libros.
- 2014 Los hijos de Adán. Autopublicado.
- 2025 El camino del padre. Planeta

### Trilogía de la ciudad blanca
- 2016 El silencio de la ciudad blanca. Planeta.
- 2017 Los ritos del agua. Planeta.
- 2018 Los señores del tiempo. Planeta.

### Serie Kraken
- 2022 El libro negro de las horas. Planeta.
- 2023 El ángel de la ciudad. Planeta.

### Novelas independientes
- 2014 Pasaje a Tahití. Espasa.
- 2020 Aquitania. Planeta.

## Premios
- Premio Planeta con la novela «Aquitania».[13][14][15]
- Mujeres más influyentes del Mundo de la Cultura (500 Poderosas 2018 Yo Dona El Mundo).[16]
- Premio Ser de Álava 2017 (Cadena Ser).[17]